# Upplands runinskrifter 1035
Runinskrift U 1035 är en runsten vid Tensta kyrka, Uppsala kommun. Stenen är en av fyra kända vid Tensta kyrka, varav tre finns bevarade - denna, U 1034 och U 1036. U 1037 är försvunnen.

## Stenen
Runstenen är i rödgrå granit, 1,8 meter hög och 0,9 meter bred. Stenen var inmurad som tröskel i vapenhuset men är numera rest söder om kyrkogårdsmuren. Stenen rätades upp 1950 efter att ha börjat luta kraftigt bakåt. Runstenens yta är kraftigt sliten efter att ha använts som tröskelsten. Ett stort stycke av stenen, högst upp till höger, saknas. Dess ursprungliga plats är inte känd.

## Inskriften
Ristningen var ursprungligen djupt huggen, men är nedsliten. Ornamentiken följer stenens form på ett skickligt sätt. Sannolikt har den okände ristaren försökt efterlikna ristningarna på U 460, U 463 och U 498.
Translitterering av runraden:
...kiat auk ... ...u rita stin þina| |aftiʀ kuih faþur sin si(k)[r]iþr at buanta si...
Normalisering till runsvenska:
... ok ... [let]u retta stæin þenna æftiʀ Kvig, faður sinn, Sigriðr at boanda si[nn].
Översättning till nusvenska:
. . . och . . . läto uppresa denna sten till minne av Kvig, sin fader, Sigrid efter sin man.
Inskriften saknar två namn i början. Runstenen är rest till minne av Kvig av hans söner (där namnen försvunnit) och hans hustru Sigrid.